# Himantolophus compressus
Himantolophus compressus is een straalvinnige vissensoort uit de familie van voetbalvissen (Himantolophidae). De wetenschappelijke naam van de soort is voor het eerst geldig gepubliceerd in 1912 door Osório.